# Contea di Boyle
La contea di Boyle (in inglese Boyle County) è una contea dello Stato del Kentucky, negli Stati Uniti. La popolazione al censimento del 2000 era di 28 363 abitanti. Il capoluogo di contea è Danville.